# Clytellus belokobylskiji
Clytellus belokobylskiji es una especie de escarabajo longicornio del género Clytellus, tribu Clytellini, orden Coleoptera. Fue descrita científicamente por Miroshnikov en 2014.

## Descripción
Mide 5,45 milímetros de longitud.

## Distribución
Se distribuye por Vietnam.